# Pallade (torpilleur)
Pour les articles homonymes, voir Pallade.
Le Pallade (fanion « PD ») était un torpilleur italien de la classe Spica - type Alcione lancé en 1937 pour la Marine royale italienne (en italien : Regia Marina).

## Conception et description
Les torpilleurs de la classe Spica devaient répondre au traité naval de Londres qui ne limitait pas le nombre de navires dont le déplacement standard était inférieur à 600 tonnes. Hormis les 2 prototypes, 3 autres types ont été construits : Alcione, Climene et Perseo. Ils avaient une longueur totale de 81,42 à 83,5 mètres, une largeur de 7,92 à 8,20 mètres et un tirant d'eau de 2,55 à 3,09 mètres. Ils déplaçaient 652 à 808 tonnes à charge normale, et 975 à 1 200 tonnes à pleine charge. Leur effectif était de 6 à 9 officiers et de 110 sous-officiers et marins
Les Spica étaient propulsés par deux turbines à vapeur à engrenages Parsons , chacune entraînant un arbre d'hélice et utilisant la vapeur fournie par deux chaudières Yarrow. La puissance nominale des turbines était de 19 000 chevaux-vapeur (14 000 kW) pour une vitesse de 33 nœuds (61 km/h) en service, bien que les navires aient atteint des vitesses supérieures à 34 nœuds (62,97 km/h) lors de leurs essais en mer alors qu'ils étaient légèrement chargés. Ils avaient une autonomie de 1 910 milles nautiques (3 540 km) à une vitesse de 15 nœuds (27,7 km/h)
Leur batterie principale était composée de 3 canons 100/47 OTO Model 1937. La défense antiaérienne (AA) des navires de la classe Spica était assurée par 4 mitrailleuses jumelées Breda Model 1931 de 13,2 millimètres. Ils étaient équipés de 2 tubes lance-torpilles de 450 millimètres (21 pouces) dans deux supports jumelés au milieu du navire. Les Spica étaient également équipés de 2 lanceurs de charges de profondeur et d'un équipement pour le transport et la pose de 20 mines.

## Construction et mise en service
Le Pallade est construit par le chantier naval Cantieri del Mediterraneo à Naples en Italie, et mis sur cale le 13 février 1937. Il est lancé le 19 décembre 1937 et est achevé et mis en service le 5 octobre 1938. Il est commissionné le même jour dans la Regia Marina.

## Histoire de service
Au moment de l'entrée de l'Italie dans la Seconde Guerre mondiale, le torpilleur Pallade fait partie du XIVe escadron de torpilleurs basé à Messine, qu'il forme avec ses navires-jumeaux (sister ships) Partenope, Polluce et Pleiadi. Il effectue des missions d'escorte entre l'Italie, l'Albanie, la Libye et la mer Égée, abattant un avion au cours d'une mission d'escorte et menant de nombreuses actions anti-sous-marines dont l'issue n'a jamais été déterminée.
En décembre 1940, le torpilleur bombarde des installations militaires grecques avec sa propre artillerie.
Le 9 janvier 1941, le Pallade, ainsi que les navires-jumeaux Partenope, Andromeda et Altair et les destroyers du IXe escadron de destroyers (Alfieri, Carducci et Gioberti, puis le Fulminetemporairement attaché) bombardent à nouveau les positions grecques à Porto Palermo (Albanie).
Le 8 mars 1941, le Pallade, avec le Polluce, rejoint à Palerme l'escorte d'un convoi - les cargos à moteur Andrea Gritti et Sebastiano Venier escortés par le torpilleur Alcione- qui est parti de Naples deux jours auparavant. Avec l'appui supplémentaire des torpilleurs Centauro et Clio, qui escortent ce convoi et un autre, les navires se rendent du port sicilien à Tripoli où ils arrivent, sans dommage, à 13h30 le 11 mars.
Le 25 mai, le torpilleur participe aux opérations de sauvetage des 1 432 survivants (sur 2 729 hommes à bord) du transport de troupes Conte Rosso, torpillé et coulé par le sous-marin britannique HMS Upholder (P37) à 10 milles nautiques (19 km) par 85° du cap Murro di Porco, alors qu'il navigue en convoi vers la Libye.
Le 30 mai, le convoi que le Pallade et le Polluce escortent au large de Syrte, formé par les vapeurs Tilly Russ (allemand) et Ca' Da Mosto (italien), est attaqué sans succès par le sous-marin britannique HMS Utmost (N19). Les navires atteignent Tripoli sains et saufs le jour suivant.
Le 9 juin, à 2. 30, le Pallade et le Polluce quittent Tripoli pour escorter les navires à vapeur Silvio Scaroni, Cadamosto et Aosta à Benghazi, mais le lendemain, à quatre heures, le convoi est attaqué par le sous-marin britannique HMS Taku (N38). Le Silvio Scaroni, touché par une torpille, coule à la position géographique de 32° 27′ N, 18° 42′ E (à 70 milles nautiques (130 km) pour 283° pour Benghazi), tandis que les deux torpilleurs, après avoir bombardé le HMS Taku avec des grenades sous-marines (sans résultat), continuent avec les deux transports vers Benghazi, où ils arrivent le même jour à six heures du soir,.
Le 22 juillet 1941, le Pallade quitte Tripoli et rencontre un convoi en provenance de Naples et à destination de la ville libyenne, composé des navires marchands Maddalena Odero, Nicolò Odero, Caffaro et Preussen (auxquels est ajouté le pétrolier Brarena) et escorté par les destroyers Folgore, Fulmine, Euro et Saetta (renforcé par la suite par deux autres destroyers, le Alpino et le Fuciliere). Le même jour, cependant, des bombardiers-torpilleurs britanniques Fairey Swordfish du 830e escadron (830° Squadron) de la Royal Air Force torpillent le Preussen, qui coule, et le Brarena, qui, après de vaines tentatives de sauvetage, doit être laissé à la dérive et coule.
Le 4 septembre de la même année, le torpilleur quitte Tripoli avec son navire-jumeau Centauro pour escorter les navires à vapeur Sirena, Sparviero et Imperia jusqu'à Benghazi, mais le lendemain, il est retiré de l'escorte du convoi et envoyé ailleurs (le 7 septembre, le sous-marin HMS Thunderbolt (N25) torpille et coule le Sirena au large de Benghazi).
Toujours en 1941, le torpilleur est modifié avec l'élimination des mitrailleuses inefficaces de 13,2 mm et leur remplacement par huit canons de 20/65 mm,.
Le 16 février 1942, le Pallade détecte un sous-marin à l'aide de son échogoniomètre et l'attaque avec des grenades sous-marines jusqu'à ce qu'il disparaisse, croyant l'avoir coulé, mais aucune unité sous-marine britannique n'est perdue à cette occasion.
Le 21 février, l'unité participe à l'opération de trafic "K 7" en escortant, avec les destroyers Premuda, Strale, Zeno, Vivaldi et Malocello, un convoi composé des vedettes modernes Monginevro, Ravello et Unione sur la route de Messine (d'où le convoi est parti le 21 à 17h30) à Tripoli.
Entre le 24 et le 26 mars, la Pallade participe à la recherche des survivants des destroyers Lanciere et Scirocco, coulés dans une tempête peu après la deuxième bataille de Syrte, mais ne trouve aucun survivant (en tout, seuls 17 des 470 hommes embarqués sur les deux unités sont sauvés).
Dans l'après-midi du 11 mai 1942, le navire quitte Naples pour Tripoli afin d'escorter - avec les destroyers da Recco et Premuda et les torpilleurs Castore, Climene et Polluce - un convoi composé des cargos modernes à moteur Gino Allegri, Reginaldo Giuliani, Ravello, Agostino Bertani et Unione et du grand vapeur allemand Reichenfels. Il s'agit de l'opération de circulation "Mira", qui nécessite l'envoi de 58 chars, 713 véhicules, 3 086 tonnes de carburant et d'huiles lubrifiantes, 513 hommes et 17 505 tonnes de munitions et autres fournitures,. Le Giuliani subit une panne de pompe et doit se replier sur Palerme. Le Premuda est détaché pour l'escorter. Le reste du convoi arrive à destination indemne,.
Le 2 juin, le Pallade , ainsi que les torpilleurs Partenope et Pegaso et le destroyer Freccia, quittent Tarente pour escorter vers la Libye le grand navire à moteur Reginaldo Giuliani, gravement endommagé par une attaque aérienne deux jours plus tard (à 4h53 du 4 juin, alors qu'il se trouve à 125 milles nautiques (230 km) à 020° de Benghazi), le cargo est pris en remorque par le Freccia pour tenter de le remorquer jusqu'à Benghazi, mais le 5 juin il doit renoncer à son sauvetage et à 6h30 il est achevé par le Partenope,.
A 14h30 du 30 novembre, le Pallade quitte Naples pour escorter en Tunisie le convoi "B" (navires à vapeur Arlesiana, Achille Lauro, Campania, Menes et Lisboa) avec les torpilleurs Sirio, Groppo et Orione. A l'escorte s'ajoutent ensuite le torpilleur Uragano (à 17h10 du 1er décembre) et le Xe escadron de destroyers (Maestrale, Grecale et Ascari, ajoutés à 19h35 du même jour), mais le convoi est néanmoins renvoyé sur les talons de la Force Q britannique (croiseurs légers Aurora, Sirius et Argonaut, destroyer australien HMAS Quiberon et britannique HMS Quentin (G78)) qui, dans la nuit du 2 décembre, intercepte et détruit le convoi "H", qui aau contraire été envoyé en avant.
Le 10 janvier 1943, à 15h20, le Pallade quitte Palerme pour escorter le pétrolier Saturno à Bizerte, avec son navire-jumeau Sirio et les corvettes Antilope, Gabbiano et Artemide. À 17h15, un sous-marin inconnu attaque le convoi, essayant de torpiller le Saturno. Les torpilles n'atteignent pas la cible et le Pallade passe à la contre-attaque, croyant - à tort - avoir coulé le sous-marin. Le convoi arrive à destination sans encombre à 15h45 le lendemain.
Le 10 février à 2h30, le torpilleur quitte Palerme pour escorter le minuscule transport Lola (transportant 250 tonnes de munitions) vers Sousse, rejoint au large de Trapani par un autre navire marchand, le Skotfoss, mais le 11 février à 18h24 le 11 février, le sous-marin britannique HMS Unison (P43) attaque le Lola - qui a perdu le contact avec les autres navires en raison du mauvais temps - avec son canon. Frappé à plusieurs reprises, le petit transport explose et coule au bout d'une demi-heure à la position géographique de 36° 26′ N, 10° 55′ E (golfe d'Hammamet), tandis que le reste du convoi poursuit sa route - le Pallade  repère l'explosion au loin, mais, ignorant tout de la présence du HMS Unison, en attribue l'origine à la collision du Lola avec une mine -, atteignant Sousse à midi le 12.
Le 4 août 1943, la ville et le port de Naples, où se trouve le Pallade, sont soumis à un bombardement en tapis dévastateur par 77 avions de la 12e USAAF, qui touche presque tous les quartiers de la ville ainsi que le port, et fait entre 210 et 700 victimes civiles. Touché et gravement endommagé par les bombes, le Pallade chavire et coule dans les eaux du port le jour suivant.
L'épave du torpilleur est récupérée en 1947 et est ensuite été démantelée.

### Commandement
- Lieutenant de vaisseau (Tenente di vascello) Felice Masini (né à Galliate le 20 février 1906) (décembre 1940 - novembre 1941)
- Lieutenant de vaisseau (Tenente di vascello) Filippo Ferrari Aggradi (né à La Maddalena le 18 octobre 1912) (23 août 1942 - 4 avril 1943)
- Capitaine de corvette (Capitano di corvetta) Antonio Giungi (né à Guastalla le 19 juillet 1907) (5 avril - 5 août 1943)

## Sources
- (it) Cet article est partiellement ou en totalité issu de l’article de Wikipédia en italien intitulé « Pallade (torpediniera) » (voir la liste des auteurs).